# Kragenhaie
Die Kragenhaie (Gattung Chlamydoselachus, Familie Chlamydoselachidae) sind eine Gattung und zugleich eine Familie der Haie. Aufgrund ihrer Anatomie und Morphologie werden die beiden heute noch lebenden Arten als altertümlichste rezente Haie betrachtet. Sie werden aus diesem Grund auch als „lebende Fossilien“ bezeichnet.
Der Gattungsname setzt sich aus den altgriechischen Wörtern χλαμύς/chlamys „Mantel“ und σέλαχος/selachos „Knorpelfisch“ zusammen.

## Merkmale
Der Körper ist schlank, aal-ähnlich, und besitzt vortretende Falten am Bauch. Der Kopf hat sechs paarweise Kiemenöffnungen, die unteren Enden der ersten Kieme erstrecken sich über die gesamte Kehle. Die Schnauze ist extrem kurz und wirkt wie abgeschnitten, wobei das Maul stark verlängert und endständig am Kopf angesetzt ist. Die Zähne im Ober- und Unterkiefer sind gleichförmig, mit drei starken Kronen und einem Paar Zwischenkronen. Die Afterflosse ist größer als die einzige Rückenflosse und der Schwanzflosse fehlt eine subterminale Kerbe. Kragenhaie erreichen eine Länge von knapp zwei Metern. Männchen sind mit knapp einem Meter Länge geschlechtsreif.

## Lebensweise
Bisher ist über die Lebensweise der Kragenhaie relativ wenig bekannt. Sie wurden in Tiefen von 120 bis fast 1.500 Metern gefangen und leben anscheinend vorwiegend über Sandböden.

## Systematik

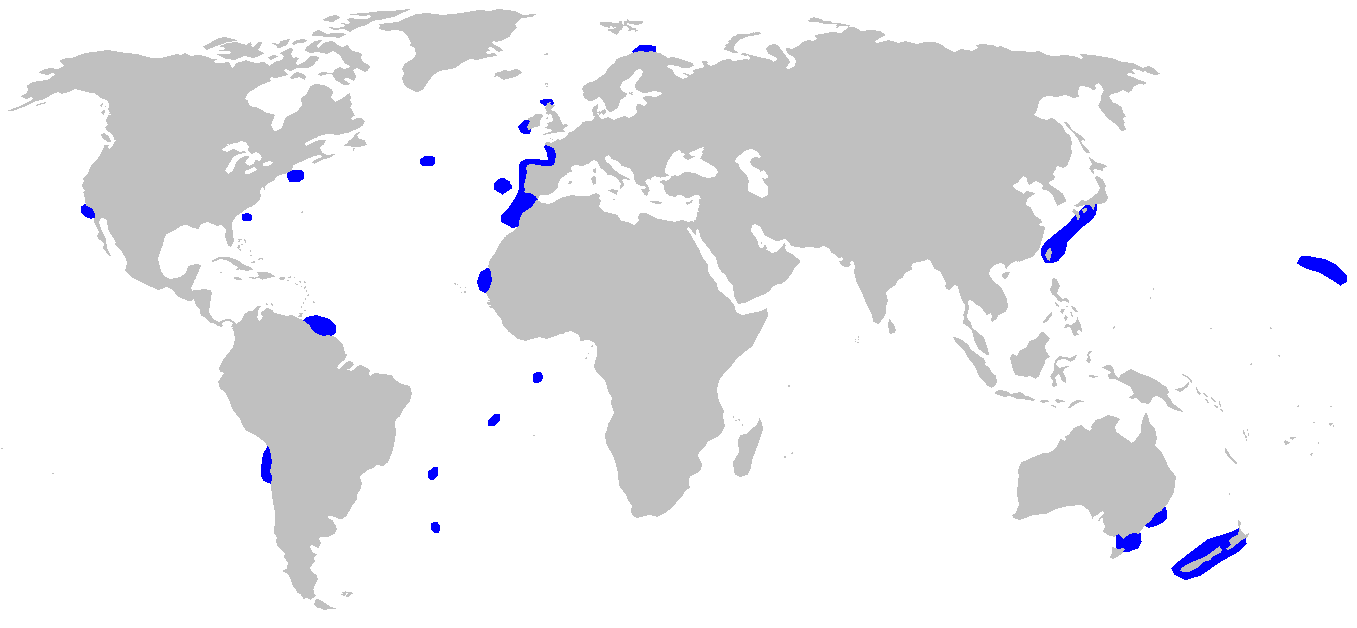
Verbreitungsgebiete von Chlamydoselachus anguineus

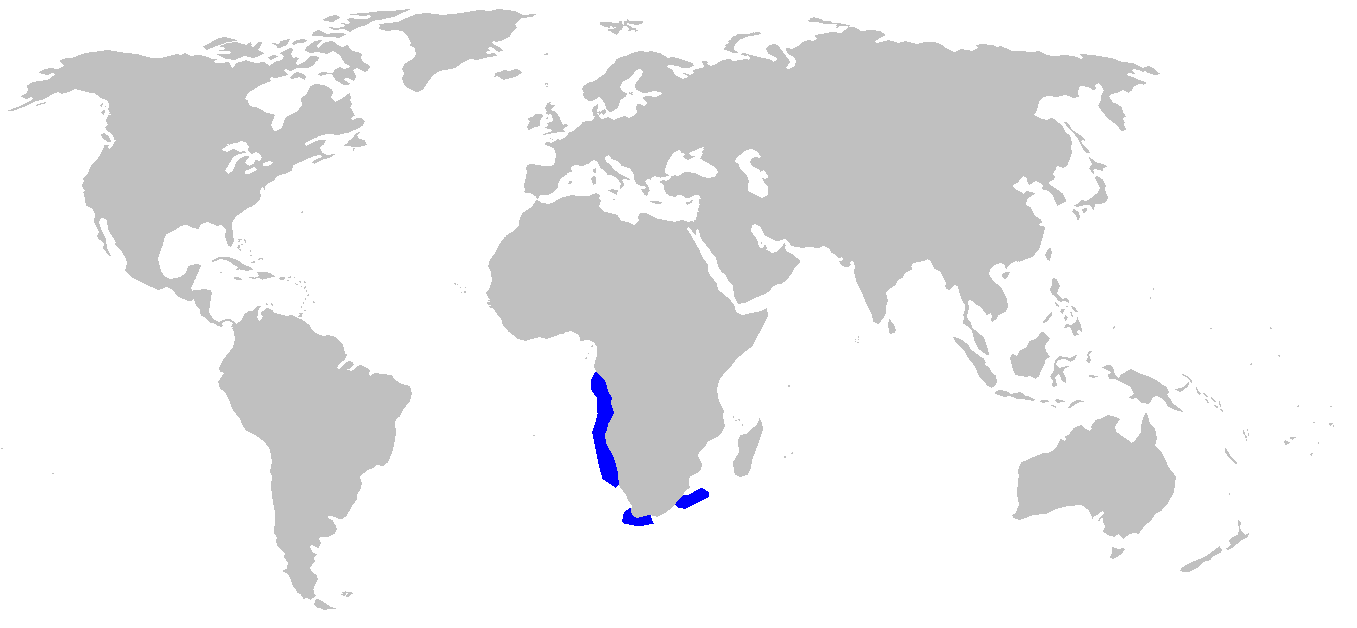
Verbreitungsgebiet von Chlamydoselachus africanus

Die Kragenhaie bilden gemeinsam mit den Kammzähnerhaien (Hexanchidae) die Ordnung Hexanchiformes, die als urtümlichste Gruppe der Haie angesehen wird. Innerhalb der Kragenhaie werden nur zwei rezente Arten unterschieden:
- Kragenhai (Chlamydoselachus anguineus  (Garman, 1884))
- Südafrikanischer Kragenhai (Chlamydoselachus africana  Ebert & Compagno, 2009)[2]